# Lijst van kerken in Kopenhagen
Deze (incomplete) lijst van kerken in Kopenhagen somt de kerkgebouwen in de Deense hoofdstad Kopenhagen op. In deze lijst zijn de kerken opgenomen die in Groot Kopenhagen (Deens: Hovedstadsområdet) staan, dus ook in de gemeente Frederiksberg.

## Indre By
| Naam                       | Denominatie       | Jaar            | Coördinaten            | Foto |
| -------------------------- | ----------------- | --------------- | ---------------------- | ---- |
| Alexander Nevskikerk       | Russisch-orthodox | 1866            | 55° 41′ NB, 12° 35′ OL |      |
| Sint-Andreaskerk           | Lutheraans        | 1901            | 55° 41′ NB, 12° 34′ OL |      |
| Christiaanskerk            | Deense Volkskerk  | 1758            | 55° 40′ NB, 12° 35′ OL |      |
| Kerk van Holmen            | Deense Volkskerk  | 1619            | 55° 41′ NB, 12° 35′ OL |      |
| Heilige Geestkerk          | Græsted           | 15e eeuw        | 56° 41′ NB, 12° 35′ OL |      |
| Onze-Lieve-Vrouwekerk      | Deense Volkskerk  | 1829            | 55° 41′ NB, 12° 34′ OL |      |
| Verlosserskerk             | Deense Volkskerk  | 1695            | 55° 40′ NB, 12° 36′ OL |      |
| Frederikskerk              | Deense Volkskerk  | 1894            | 55° 41′ NB, 12° 35′ OL |      |
| Garrisonkerk               | Deense Volkskerk  | 1706            | 55° 41′ NB, 12° 35′ OL |      |
| Jeruzalemkerk              | Methodist         | 1866            | 55° 41′ NB, 12° 15′ OL |      |
| St Albanuskerk             | Anglicaanse Kerk  | 1887            | 56° 41′ NB, 12° 36′ OL |      |
| Kathedraal van Sint Ansgar | Rooms Katholiek   | 1840            | 55° 41′ NB, 12° 36′ OL |      |
| St Pauluskerk              | Deense Volkskerk  | 1877            | 55° 41′ NB, 12° 35′ OL |      |
| Sint-Petruskerk            | Luthers           | midden 15e eeuw | 55° 41′ NB, 12° 34′ OL |      |
| Gereformeerde kerk         | Calvinisme        | 1689            | 55° 41′ NB, 12° 35′ OL |      |
| Trinitatis Kerk            | Deens Volkskerk   | 1656            | 55° 41′ NB, 12° 35′ OL |      |

## Amager
| Naam               | Denominatie      | Jaar | Coördinaten            | Foto |
| ------------------ | ---------------- | ---- | ---------------------- | ---- |
| Allerheiligenkerk  | Deense Volkskerk | 1932 | 55° 40′ NB, 12° 37′ OL |      |
| Kerk van Dragør    | Deense Volkskerk | 1885 | 55° 36′ NB, 12° 40′ OL |      |
| Hans Tausens Kerk  | Deense Volkskerk | 1924 | 55° 40′ NB, 12° 35′ OL |      |
| Højdevangkerk      | Deense Volkskerk | 1885 | 55° 36′ NB, 12° 40′ OL |      |
| Nathanaëls Kerk    | Deense Volkskerk | 1935 | 55° 39′ NB, 12° 36′ OL |      |
| Filippuskerk       | Deense Volkskerk | 1924 | 55° 39′ NB, 12° 37′ OL |      |
| Sint Annekerk      | Rooms Katholiek  | 1938 | 55° 39′ NB, 12° 37′ OL |      |
| Simon Petrus' Kerk | Deense Volkskerk | 1944 | 55° 39′ NB, 12° 37′ OL |      |
| Solvangkerk        | Deense Volkskerk | 1976 | 55° 39′ NB, 12° 36′ OL |      |
| Sundbykerk         | Deense Volkskerk | 1870 | 55° 40′ NB, 12° 36′ OL |      |

## Bispebjerg
| Naam           | Denominatie      | Jaar | Coördinaten            | Foto |
| -------------- | ---------------- | ---- | ---------------------- | ---- |
| Grundtvigskerk | Deense Volkskerk | 1921 | 55° 43′ NB, 12° 32′ OL |      |
| Emsdrupkerk    | Deense Volkskerk | 1961 | 55° 44′ NB, 12° 31′ OL |      |

## Brønshøj
| Naam         | Denominatie      | Jaar | Coördinaten            | Foto |
| ------------ | ---------------- | ---- | ---------------------- | ---- |
| Brønshøjkerk | Deense Volkskerk | 1180 | 55° 42′ NB, 12° 21′ OL |      |

## Frederiksberg
| Naam               | Denominatie      | Jaar | Coördinaten            | Foto |
| ------------------ | ---------------- | ---- | ---------------------- | ---- |
| Dovenkerk          | Deense Volkskerk | 1904 | 55° 11′ NB, 12° 33′ OL |      |
| Frederiksberg Kerk | Deense Volkskerk | 1734 | 55° 40′ NB, 12° 32′ OL |      |
| Godthaabkerk       | Deense Volkskerk | 1909 | 55° 41′ NB, 12° 32′ OL |      |
| Immanuelkerk       | Deense Volkskerk | 1905 | 55° 41′ NB, 12° 33′ OL |      |
| Mariendalkerk      | Deense Volkskerk | 1908 | 55° 42′ NB, 12° 32′ OL |      |
| Solbjergkerk       | Deense Volkskerk | 1908 | 55° 41′ NB, 12° 32′ OL |      |
| Sint-Lucaskerk     | Deense Volkskerk | 1897 | 55° 41′ NB, 12° 32′ OL |      |
| Sint-Marcuskerk    | Deense Volkskerk | 1902 | 55° 41′ NB, 12° 33′ OL |      |
| Sint-Thomaskerk    | Deense Volkskerk | 1898 | 55° 41′ NB, 12° 33′ OL |      |

## Nørrebro
| Naam              | Denominatie      | Jaar | Coördinaten             | Foto |
| ----------------- | ---------------- | ---- | ----------------------- | ---- |
| Annakerk          | Deense Volkskerk | 1914 | 55° 42′ NB, 12° 33′ OL  |      |
| Bethlehemkerk     | Deense Volkskerk | 1937 | 55° 41′ NB, 12° 33′ OL  |      |
| Brorsons Kerk     | Deense Volkskerk | 1901 | 55° 41′ NB, 12° 33′ OL  |      |
| Sint Johanneskerk | Deense Volkskerk | 1861 | 55° 42′ NB, 12° 34′ OL  |      |
| Kastelskerk       | Deense Volkskerk | 1703 | 55° 41′ NB, 12° 36′ OL  |      |
| Heilig Kruiskerk  | Deense Volkkerk  | 1890 | 55° 41′ NB, 1233° 5′ OL |      |

## Østerbro
| Naam                  | Denominatie      | Jaar | Coördinaten            | Foto |
| --------------------- | ---------------- | ---- | ---------------------- | ---- |
| Frihavnskirken        | Deense Volkskerk | 1905 | 55° 42′ NB, 12° 35′ OL |      |
| Gustafkerk            | Zweedse Kerk     | 1911 | 55° 42′ NB, 12° 35′ OL |      |
| Jesajakerk            | Deense Volkskerk | 1912 | 55° 42′ NB, 12° 35′ OL |      |
| Kildevældskerk        | Deense Volkskerk | 1932 | 55° 43′ NB, 12° 34′ OL |      |
| Sankt Augustins Kirke | Rooms Katholiek  | 1914 | 55° 42′ NB, 12° 34′ OL |      |
| St Jacobskerk         | Deense Volkskerk | 1878 | 55° 42′ NB, 12° 35′ OL |      |
| Zions Kerk            | Deense Volkskerk | 1896 | 55° 43′ NB, 12° 35′ OL |      |

## Valby
| Naam      | Denominatie      | Jaar | Coördinaten            | Foto |
| --------- | ---------------- | ---- | ---------------------- | ---- |
| Jezuskerk | Deense Volkskerk | 1895 | 55° 40′ NB, 12° 31′ OL |      |

## Vesterbro/Kongens Enghave
| Naam            | Denominatie            | Jaar | Coördinaten            | Foto |
| --------------- | ---------------------- | ---- | ---------------------- | ---- |
| Absalonskerk    | Buiten gebruik gesteld | 1934 | 55° 40′ NB, 12° 33′ OL |      |
| Apostelkerk     | Deense Volkskerk       | 1901 | 55° 40′ NB, 12° 33′ OL |      |
| Christuskerk    | Deense Volkskerk       | 1900 | 55° 40′ NB, 12° 33′ OL |      |
| Elia's Kerk     | Lutheranisme           | 1908 | 55° 40′ NB, 12° 33′ OL |      |
| Jezus' Hartkerk | Rooms Katholiek        | 1895 | 55° 40′ NB, 12° 33′ OL |      |
| St Mattheuskerk | Deense Volkskerk       | 1879 | 55° 40′ NB, 12° 33′ OL |      |